# Edictul de la Nantes

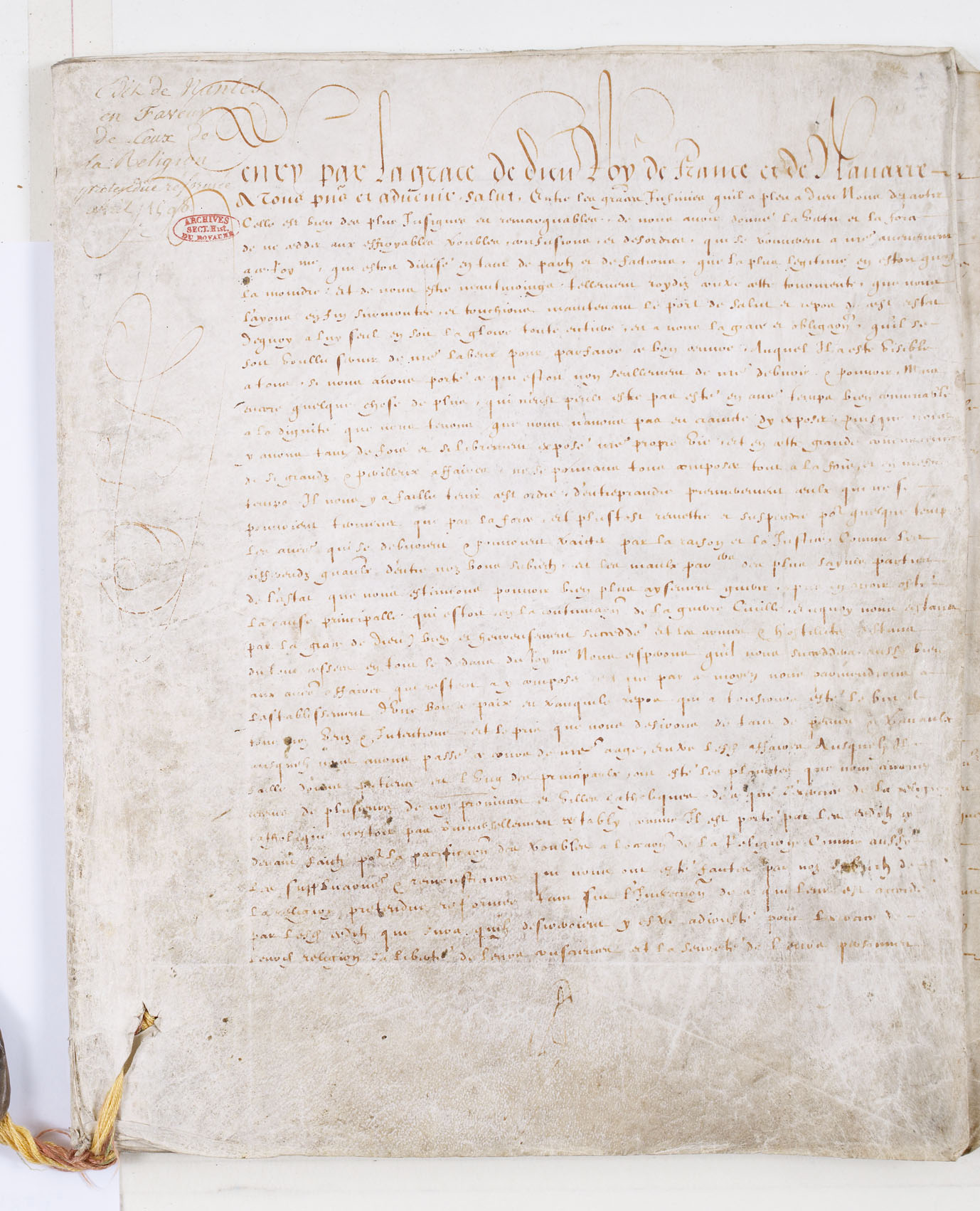
Edictul de la Nantes

Edictul din Nantes este un act promulgat de Henric al IV-lea al Franței în anul 1598, ce permitea toleranță religioasă între catolici și protestanți. În 1685, nepotul său, Ludovic al XIV-lea, cunoscut ca Regele Soare, a revocat edictul, reluând persecutarea hughenoților și provocând alungarea acestora din Franța.